# Elena d'Avalor
Elena d'Avalor (Elena of Avalor) est une série télévisée d'animation 3D américaine en 77 épisodes de 24 minutes créée par Craig Gerber diffusée du 22 juillet 2016 au 23 août 2020 sur Disney Channel et en simultané sur Disney Channel Canada au Canada. Elle tire son origine de la série d'animation Princesse Sofia (Sofia the First) diffusée sur Disney Junior.
En France et en Suisse, elle est diffusée à partir du 21 octobre 2016 sur Disney Channel France, puis sur France 3 à partir du 8 avril 2017, et au Québec dès novembre 2016 sur La Chaîne Disney La série est aussi disponible sur Disney+.

## Synopsis
Elena n'est pas une adolescente comme les autres, elle est la princesse du royaume d'Avalor. Courageuse et aventurière, elle n'hésite pas à partir combattre une sorcière maléfique quand cette dernière attaque son royaume. Mais après avoir sauvé Avalor, il est décidé qu'il est temps pour elle de prendre ses responsabilités de princesse héritière et d'apprendre à gouverner le royaume jusqu’à ce qu'elle soit assez mature pour devenir reine. Mais son règne est en danger : Shuriki veut à tout prix l'éliminer. Cela a commencé 41 ans avant les évènements de la série : Shuriki a tué les parents d'Elena et l'a peu après emprisonné celle-ci dans une amulette magique. Les autres membres de la famille royale ont été enfermés dans des tableaux jusqu'à la fin du règne de la sorcière. Shuriki en alors profité pour prendre le pouvoir et tyranniser Avalor. Alacazar, le magicien de la cour, s'était lancé dans une quête pour libérer Elena. Après sa défaite face à Elena et sa disparition, Shuriki, aidée par d'autres antagonistes, cherchera à nouveau de s'emparer d'Avalor mais surtout de tuer Elena, qu'elle déteste plus que tout le monde.

## Personnages

### Principaux
Elena Castillo Flores : Elle est l'héritière du trône d'Avalor après la mort de ses parents, tués par Shuriki. Dans les épisodes, elle doit affronter des créatures maléfiques, des ennemis... Elle, son grand-père, sa grand-mère, Esteban, et Naomi forment le Grand Conseil, qui décide des grandes décisions à prendre. Depuis qu'elle a été libérée de l'amulette d'Avalor, Elena découvre en elle des dons magiques qu'elle peut canaliser grâce au sceptre de lumière et elle peut voir les fantômes. Après qu'elle est accidentellement tombée dans le puits des cristaux magiques de Takaena, elle acquiert de nouveaux pouvoirs qui sont liés à son état émotionnel au point que la couleur de sa robe varie en fonction de celui-ci. Entre autres choses son sceptre devient plus résistant et plus puissant ; cela dit elle découvre la trahison de son cousin Esteban qui est à présent avec Ash (une malvaga) alors s'ensuit une chasse à la sorcière et sans compter sur les nouveaux pouvoirs magiques d'Esteban qui risquent de compliquer les choses.
Isabel Castillo Flores : Elle est la sœur cadette d'Elena. Très intelligente, elle invente des machines très utiles, contrairement à sa sœur elle est plus cérébrale que pragmatique, ce qui peut souvent la ralentir lorsqu'il faut prendre une décision dans le vif.
Francisco Flores ("Abuelo") : Il est le grand-père maternel d'Elena, d'Isabel et d'Esteban et joue divinement de la musique traditionnelle d'Avalor.
Luisa Flores ("Abuela") : Elle est la grand-mère maternelle d'Elena, d'Isabel et d'Esteban et a un grand talent de cuisinière.
Chancelier Esteban : Il est le cousin maternel d'Elena et essaie toujours de faire bonne impression. Il s'était d'ailleurs allié à Shuriki dans le passé après avoir été manipulé et garde en lui ce secret par peur d'être rejeté par sa famille.
Mateo : Il est un grand ami d'Elena et le magicien de la cour, timide et efficace il est souvent d'une grande aide pour Elena. Avec son tambourito, il a le don de la magie.
Naomi Turner : Audacieuse et déterminée, elle est une grande amie d'Elena, et la fille d'un grand capitaine. Elle ne s'attendait pas à faire partie du grand conseil, mais elle peut se montrer très utile avec ses qualités de capitaine.
Gabriel Nuñez : Il est le capitaine de la garde royal d'Elena mais aussi son ami avant tout ; Gabe est une personne très enthousiaste, confiante et raisonnable, il est également très protecteur avec Elena et Isabel, à cause de cela, il n'aime pas l'approche de prise en charge d'Elena principalement pour le plaisir de son travail. La relation qu'il entretient avec Mateo a pris un départ un peu rude étant donné qu'il ne se fiait pas à sa magie mais il a su reconnaître son mérite et au fil du temps ils deviennent les meilleurs amis.

### Secondaires
Les Jagons : Ce sont des créatures mi-jaguar mi-dragon emblématiques d'Avalor. Vivant habituellement dans le royaume fantastique des Jagons, Vayestreja, ils servent de monture à Elena et ses amis. On peut citer Migs, Skylar et Luna, les trois jagons principaux.
Zuzo : C'est un guide spirituel qui aidait l'ancien magicien de la cour. Avec sa magie, Elena peut le voir ainsi que Matteo. Zuzo les aide à découvrir de nouvelles choses sur les pouvoirs d'Elena et de son sceptre, le sceptre de lumière.
Raymundo et Melinda : Ce sont deux vieux servants qui servent la famille royale des Flores. Ils sont serviables, sages et amicaux. Quand Shuriki a tué le roi Raul et la reine Lucia, Raymundo et Melina mettent un voile noir sur leur portrait.
| Personnages               | Première saison | Seconde saison | Troisième saison |
| ------------------------- | --------------- | -------------- | ---------------- |
| Elena Castillo Flores     | Principale      | Principale     | Principale       |
| Isabel Castillo Flores    | Principale      | Principale     | Principale       |
| Francisco Flores "Abuelo" | Principal       | Principal      | Principal        |
| Luisa Flores "Abuela"     | Principale      | Principale     | Principale       |
| Esteban Flores            | Principal       | Principal      | Principal        |
| Naomi Turner              | Principale      | Principale     | Principale       |
| Mateo                     | Principal       | Principal      | Principal        |
| Gabriel "Gabi"            | Principal       | Principal      | Principal        |
| Doña Paloma               | Récurrente      | Récurrente     | Principale       |
| Migs                      | Récurrent       | Récurrent      | Récurrent        |
| Luna                      | Récurrente      | Récurrente     | Récurrente       |
| Skylar                    | Récurrent       | Récurrent      | Récurrent        |
| Vestia                    |                 | Récurrent      | Récurrent        |
| Cruz                      |                 | Récurrent      | Récurrent        |
| Armando                   | Récurrent       | Récurrent      | Récurrent        |
| Daniel Turner             | Récurrent       | Récurrent      | Récurrent        |
| Scarlett Turner           | Récurrent       | Récurrent      | Récurrent        |
| Carla Delgado             | Invitée         | Récurrente     | Récurrente       |
| Victor Dalgado            | Invité          | Récurrent      | Récurrent        |
| Prince Marzel             |                 | Récurrent      |                  |
| Princess Marisa           |                 | Récurrente     |                  |
| Ash Dalgado               |                 | Invitée        | Récurrente       |
| Quita Moz                 | Invitée         | Invitée        | Invitée          |

## Distribution

### Voix originales
- Aimee Carrero : Princesse Elena Castillo Flores
- Jenna Ortega : Princesse Isabel Castillo Flores
- Chris Parnell : Migs
- Yvette Nicole Brown : Luna
- Carlos Alazraqui : Skylar
- Emiliano Díez (en) : Francisco Castillo Flores
- Julia Vera : Luisa Castillo Flores
- Christian Lanz : Chancelier Esteban
- M. Emmet Walsh : Raymundo
- Joan Collins : Melinda
- Jillian Rose Reed : Naomi Turner
- Joey Haro (en) : Mateo
- Jorge Diaz : Gabriel « Gabe » Nuñez
- Keith Ferguson : Zuzo
- Joseph Nunez : Armando
- Constance Marie : Doña Paloma
- Rich Sommer (en) : Capitaine Turner

### Voix françaises
- Claire Tefnin : Princesse Elena Castillo Flores
  - Ambre Grouwels : Princesse Elena (voix chantée)
- Clarisse De Vinck : Princesse Isabel Castillo Flores
  - Anne-Sophie Terschan : Princesse Isabel (voix chantée)
- Patrick Waleffe : Francisco Castillo Flores (« Abuelo »)
- Nicole Colchat : Luisa Castillo Flores (« Abuela »)
- Maxime Donnay : Gabriel Nuñez, garde du corps (« Gabi »)
- Nancy Philippot : Naomi Turner, meilleure amie
- Erwin Grünspan : Chancelier Esteban
- Jean-Paul Dermont : Raymundo, le vieux servant
- Catherine Conet : Melinda, la vieille servante
- Michelangelo Marchese : Skylar (le jagon d'Elena)
- Valérie Lemaître : Luna (jagon)
- Alexis Flamant : Migs (jagon)
- Gauthier de Fauconval : Mateo, le magicien
- Sébastien Hébrant : Zuzo, l'animal-esprit

Le générique est interprété par Kelly Marot.

## Développement

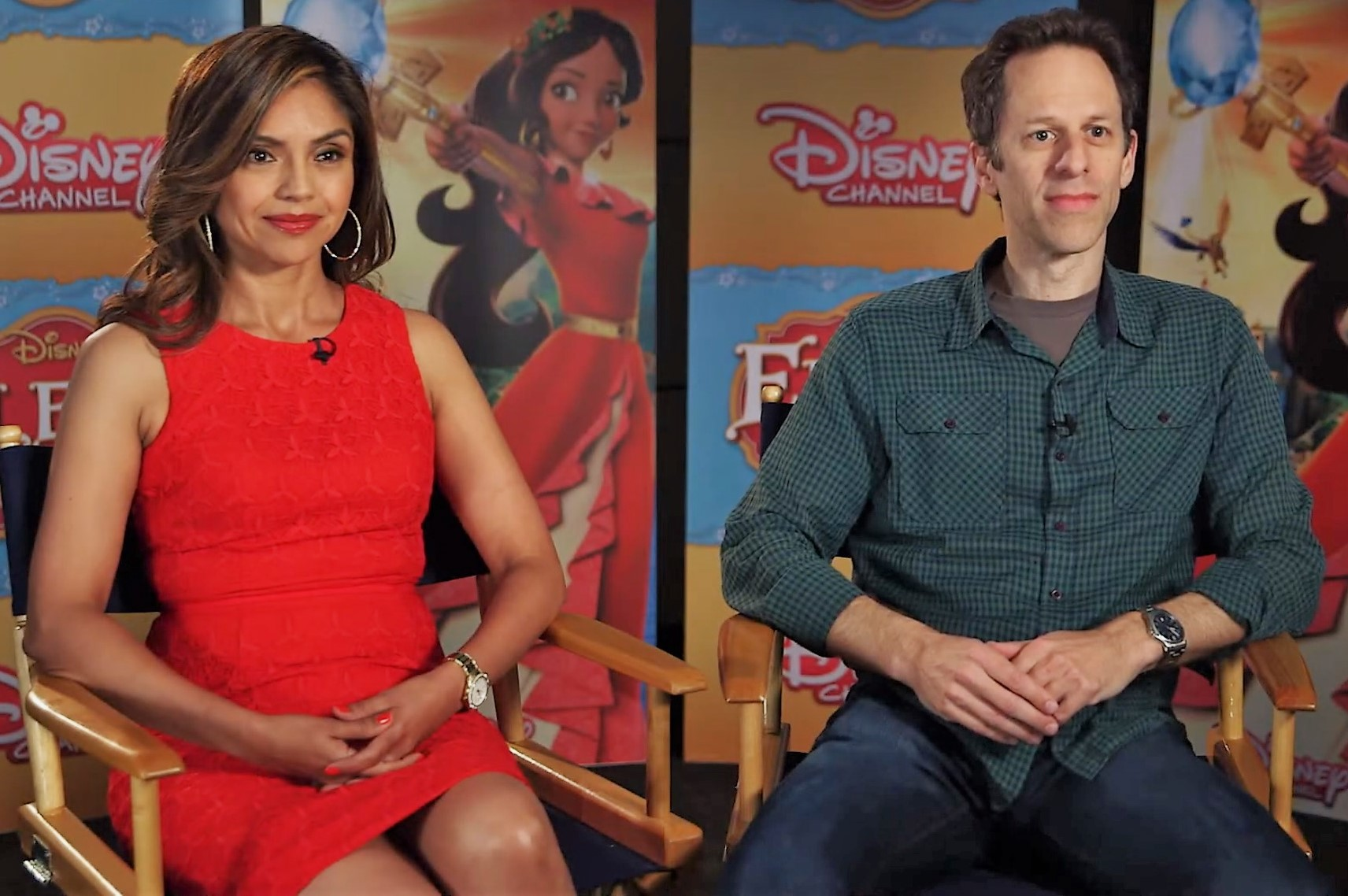
Interview sur Elena d'Avalor

### Production
Le 29 janvier 2015, Disney Channel annonce le développement d'une suite dérivée de la série d'animation Princesse Sofia qui sera centré sur Elena, la première princesse d'origine espagnole du studio. Contrairement à la série mère qui est diffusée sur la chaîne pour jeunes enfants Disney Junior, elle sera diffusée sur Disney Channel. Le personnage sera introduit dans un épisode de Princesse Sofia avant d'avoir sa propre série. La chaîne annonce aussi que le personnage sera doublé par l'actrice Aimee Carrero, connue pour son rôle dans la sitcom Young and Hungry. Le 29 avril 2016, Disney annonce la présence du personnage d'Eléna d'Avalor dans ses parcs Magic Kingdom en Floride à partir d'août 2016 et Disney California Adventure en Californie à l'automne.
En juin 2016, il est annoncé que la série sera co-produite en France. En effet, le studio TeamTO, qui collabore avec Walt Disney Television Animation depuis la troisième saison de Princesse Sofia, travaillera avec Disney pour la production de la série.
Le 11 juillet 2016, Disney Channel révèle que la série sera lancée le 22 juillet 2016,. Alors qu'il était prévu qu'Elena apparaisse dans Princesse Sofia, ce sera finalement Sofia qui apparaîtra dans un épisode spécial servant d'introduction à la série.
En août 2016, la chaîne renouvelle la série pour une deuxième saison.
Le 13 février 2017, la chaîne renouvelle la série pour une troisième saison. Elle est diffusée depuis le 7 octobre 2019 aux États-Unis.

## Épisodes
| Saison       | Saison                     | Épisodes           | États-Unis        | États-Unis        | France            | France           |
| Saison       | Saison                     | Épisodes           | Début             | Fin               | Début             | Fin              |
| ------------ | -------------------------- | ------------------ | ----------------- | ----------------- | ----------------- | ---------------- |
|              | 1                          | 26                 | 22 juillet 2016   | 1er octobre 2017  | 21 octobre 2016   | 28 octobre 2017  |
|              | 2                          | 25                 | 14 octobre 2017   | 1er juin 2019     | 7 janvier 2018    | 23 juin 2019     |
|              | 3                          | 28                 | 7 octobre 2019    | 23 août 2020      | 12 janvier 2020   | 23 janvier 2021  |
| Téléfilm:    |                            |                    |                   |                   |                   |                  |
|              | Le Secret d'Avalor         | Le Secret d'Avalor | 20 novembre 2016  | 20 novembre 2016  | 10 février 2017   | 10 février 2017  |
| Mini-séries: |                            |                    |                   |                   |                   |                  |
|              | Aventures à Vallestrella   | 5                  | 14 octobre 2017   | 14 octobre 2017   | 3 décembre 2017   | 31 décembre 2017 |
|              | Leçons de Magie avec Zuzo  | 5                  | 24 février 2018   | 24 février 2018   | 6 mai 2018        | 3 juin 2018      |
|              | La vie secrète des sirènes | 5                  | 21 septembre 2018 | 21 septembre 2018 | 3 avril 2019      | 1er mai 2019     |
|              | Nouveaux pouvoirs          | 5                  | 13 octobre 2019   | 19 octobre 2019   | 1er décembre 2019 | 29 décembre 2019 |

### Téléfilm (2016)
| Titre français                                                | Titre original                 | Diffusion française | Diffusion originale |
| ------------------------------------------------------------- | ------------------------------ | ------------------- | ------------------- |
| Elena et le secret d'Avalor (Cross-over avec Princesse Sofia) | Elena and the Secret of Avalor | 10 février 2017     | 20 novembre 2016    |

### Saison 1 (2016 - 2017)
| №  | #  | Titre français                | Titre original                    | Diffusion française | Diffusion originale | Code prod. |
| -- | -- | ----------------------------- | --------------------------------- | ------------------- | ------------------- | ---------- |
| 1  | 1  | Prête à régner                | First Day of Rule                 | 21 octobre 2016     | 22 juillet 2016     | 101        |
| 2  | 2  | Une sœur modèle               | Model Sister                      | 21 octobre 2016     | 22 juillet 2016     | 102        |
| 3  | 3  | Manque de sang-froid          | All Heated Up                     | 30 octobre 2016     | 29 juillet 2016     | 103        |
| 4  | 4  | L'île de Jouvence             | Island of Youth                   | 6 novembre 2016     | 12 août 2016        | 104        |
| 5  | 5  | Le Sortilège                  | Spellbound                        | 13 novembre 2016    | 26 août 2016        | 105        |
| 6  | 6  | Un Prince trop charmant       | Prince Too Charming               | 20 novembre 2016    | 16 septembre 2016   | 107        |
| 7  | 7  | Trois Frères                  | Finders Leapers                   | 27 novembre 2016    | 23 septembre 2016   | 106        |
| 8  | 8  | Le club des rois              | Royal Retreat                     | 4 décembre 2016     | 30 septembre 2016   | 108        |
| 9  | 9  | Le jour du souvenir           | A Day to Remember                 | 12 février 2017     | 16 octobre 2016     | 109        |
| 10 | 10 | Le sceptre de lumière         | The Scepter of Light              | 19 février 2017     | 4 novembre 2016     | 110        |
| 11 | 11 | Navidad                       | Feliz Navidad : A Royal Christmas | 9 avril 2017        | 9 décembre 2016     | 111        |
| 12 | 12 | Le festival de la paix        | Olaball                           | 16 avril 2017       | 25 février 2017     | 114        |
| 13 | 13 | L'école des Jagons            | Flight Of The Jaquins             | 23 avril 2017       | 4 mars 2017         | 115        |
| 14 | 14 | Premier jour d'école          | Crystal in the Rough              | 14 avril 2017       | 11 mars 2017        | 112        |
| 15 | 15 | Le tournoi d'escrime          | The Princess Knight               | 24 septembre 2017   | 18 mars 2017        | 113        |
| 16 | 16 | Le retour du capitaine Turner | Captain Turner Returns            | 4 juin 2017         | 8 avril 2017        | 117        |
| 17 | 17 | Les joyaux de la couronne     | King of the Carnaval              | 9 juin 2017         | 22 avril 2017       | 116        |
| 18 | 18 | Princesse Naomi               | My Fair Naomi                     | 16 juin 2017        | 6 mai 2017          | 119        |
| 19 | 19 | Les guides spirituels         | Spirit Monkey Business            | 3 septembre 2017    | 30 juin 2017        | 118        |
| 20 | 20 | L’apprentie magicienne        | Wizard-in-Training                | 10 septembre 2017   | 21 juillet 2017     | 122        |
| 21 | 21 | Le royaume des Jagons         | Realm of the Jaquins              | 17 septembre 2017   | 12 août 2017        | 120        |
| 22 | 22 | Le royaume des Jagons         | Realm of the Jaquins              | 17 septembre 2017   | 12 août 2017        | 121        |
| 23 | 23 | La légende du gecko           | The Gecko's Tale                  | 1er octobre 2017    | 18 août 2017        | 123        |
| 24 | 24 | Marins à jamais               | Party of a Lifetime               | 8 octobre 2017      | 25 août 2017        | 125        |
| 25 | 25 | Les Chonopos                  | Blockheads                        | 15 octobre 2017     | 16 septembre 2017   | 126        |
| 26 | 26 | Le festin de l’amitié         | Masks of Magic                    | 28 octobre 2017     | 1er octobre 2017    | 124        |

### Aventures à Vallestrella (2017)
| № | # | Titre français                | Titre original           | Diffusion française | Diffusion originale |
| - | - | ----------------------------- | ------------------------ | ------------------- | ------------------- |
| 1 | 1 | Le vol du papillon-grenouille | Flight of the Butterfrog | 3 décembre 2017     | 14 octobre 2017     |
| 2 | 2 | La nature humaine             | Human Nature             | 10 décembre 2017    | 14 octobre 2017     |
| 3 | 3 | Le sommeil de l'oiseau-soleil | Sleeping Sunbird         | 17 décembre 2017    | 14 octobre 2017     |
| 4 | 4 | Le fruit de la rapidité       | Fast Food                | 24 décembre 2017    | 14 octobre 2017     |
| 5 | 5 | La danse du paon-lapin        | Peabunny Boogie          | 31 décembre 2017    | 14 octobre 2017     |

### Saison 2 (2017 - 2019)
| №  | #  | Titre français                          | Titre original               | Diffusion française | Diffusion originale | Code prod. |
| -- | -- | --------------------------------------- | ---------------------------- | ------------------- | ------------------- | ---------- |
| 27 | 1  | Le joyau de Maru                        | The Jewel of Maru            | 7 janvier 2018      | 14 octobre 2017     | 201        |
| 28 | 2  | Rivalité royale                         | Royal Rivalry                | 14 janvier 2018     | 28 octobre 2017     | 202        |
| 29 | 3  | La malédiction d'El Guapo               | The Curse of El Guapo        | 21 janvier 2018     | 11 novembre 2017    | 203        |
| 30 | 4  | Trois jagons et une princesse           | Three Jaquins and a Princess | 28 janvier 2018     | 18 novembre 2017    | 204        |
| 31 | 5  | Une espionne au palais                  | A Spy in the Palace          | 4 février 2018      | 25 novembre 2017    | 205        |
| 32 | 6  | Esprit d'équipe                         | Science Unfair               | 8 avril 2018        | 24 février 2018     | 206        |
| 33 | 7  | Le retour de la sorcière                | Rise of the Sorceress        | 15 avril 2018       | 3 mars 2018         | 207        |
| 34 | 8  | Les nouveaux jagons                     | Shapeshifters                | 22 avril 2018       | 10 mars 2018        | 208        |
| 35 | 9  | Le Sceptre de la nuit                   | The Scepter of Night         | 29 avril 2018       | 17 mars 2018        | 209        |
| 36 | 10 | La course pour le royaume               | The Race for the Realm       | 9 septembre 2018    | 14 juillet 2018     | 210        |
| 37 | 11 | L'histoire des deux sceptres            | A Tale of Two Scepters       | 16 septembre 2018   | 21 juillet 2018     | 211        |
| 38 | 12 | Une princesse à l'Académie des Sciences | Class Act                    | 23 septembre 2018   | 28 juillet 2018     | 212        |
| 39 | 13 | La foire des royaumes                   | All Kingdoms Fair            | 30 septembre 2018   | 4 août 2018         | 213        |
| 40 | 14 | Un monstre amoureux                     | A Lava Story                 | 7 octobre 2018      | 11 août 2018        | 214        |
| 41 | 15 | Le chant des sirènes                    | Song of the Sirenas          | 9 décembre 2018     | 21 septembre 2018   | 216        |
| 42 | 16 | Le chant des sirènes                    | Song of the Sirenas          | 9 décembre 2018     | 21 septembre 2018   | 217        |
| 43 | 17 | Une vague de changement                 | The Tides of Change          | 13 janvier 2019     | 13 octobre 2018     | 218        |
| 44 | 18 | Le retour d'El Capitan                  | The Return of El Capitan     | 20 janvier 2019     | 27 octobre 2018     | 222        |
| 45 | 19 | À la recherche de Zuzo                  | Finding Zuzo                 | 27 janvier 2019     | 3 novembre 2018     | 215        |
| 46 | 20 | Navidad sous la neige                   | Snow Place Like Home         | 26 mai 2019         | 24 novembre 2018    | 221        |
| 47 | 21 | Comme un poisson hors de l'eau          | Two Left Fins                | 3 février 2019      | 19 janvier 2019     | 219        |
| 48 | 22 | Un nouveau départ                       | Movin' On Up                 | 2 juin 2019         | 16 février 2019     | 220        |
| 49 | 23 | Jamais sans mon sceptre                 | Not Without My Magic         | 9 juin 2019         | 23 mars 2019        | 223        |
| 50 | 24 | Un grand jour pour Luna                 | Luna's Big Leap              | 16 juin 2019        | 27 avril 2019       | 224        |
| 51 | 25 | Naomi s'impose                          | Naomi Knows Best             | 23 juin 2019        | 1er juin 2019       | 225        |

### Leçons de Magie avec Zuzo (2018)
| № | # | Titre français           | Titre original             | Diffusion française | Diffusion originale |
| - | - | ------------------------ | -------------------------- | ------------------- | ------------------- |
| 2 | 1 | Le voleur                | The Heist                  | 6 mai 2018          | 24 février 2018     |
| 1 | 2 | Les Pièges de Sa Majesté | Royal Treasury Escape Room | 13 mai 2018         | 24 février 2018     |
| 3 | 3 | Duel de magie            | Nothing But Blaze          | 20 mai 2018         | 24 février 2018     |
| 4 | 4 | Le voleur de bateaux     | Stowaway                   | 27 mai 2018         | 24 février 2018     |
| 5 | 5 | La poursuite             | Don't Be Our Guest         | 3 juin 2018         | 24 février 2018     |

### La vie secrète des sirènes (2018)
| № | # | Titre français          | Titre original        | Diffusion française | Diffusion originale |
| - | - | ----------------------- | --------------------- | ------------------- | ------------------- |
| 1 | 1 | La pêche aux perles     | Off to the Race       | 3 avril 2019        | 21 septembre 2018   |
| 3 | 2 | Rien ne sert de courir  | Feeling Clammy        | 10 avril 2019       | 21 septembre 2018   |
| 2 | 3 | Miroir, mon beau miroir | Marisa and the Mirror | 17 avril 2019       | 21 septembre 2018   |
| 4 | 4 | La symphonie d'Ocho     | One-Octopus Band      | 24 avril 2019       | 21 septembre 2018   |
| 5 | 5 | Un pied devant l'autre  | Walk This Way         | 1er mai 2019        | 21 septembre 2018   |

### Saison 3 (2019 - 2020)
| №  | #  | Titre français               | Titre original                  | Diffusion française | Diffusion originale | Code prod. |
| -- | -- | ---------------------------- | ------------------------------- | ------------------- | ------------------- | ---------- |
| 52 | 1  | Une petite sœur inventive    | Sister of Invention             | 12 janvier 2020     | 7 octobre 2019      | 301        |
| 53 | 2  | Sauver un Oiseau-Soleil      | To Save a Sunbird               | 12 janvier 2020     | 8 octobre 2019      | 302        |
| 54 | 3  | Chef Papa                    | Father-in-Chief                 | 19 janvier 2020     | 9 octobre 2019      | 303        |
| 55 | 4  | Leurs majestés rétrécissent  | The Incredible Shrinking Royals | 19 janvier 2020     | 10 octobre 2019     | 304        |
| 56 | 5  | Le prix de la paix à Norberg | Norberg Peace Prize             | 26 janvier 2020     | 11 octobre 2019     | 305        |
| 58 | 6  | La Flor de Luz               | Flower of Light                 | 26 janvier 2020     | 16 octobre 2019     | 308        |
| 57 | 7  | La Magie en moi              | The Magic Within                | 2 février 2020      | 13 octobre 2019     | 306-307    |
| 59 | 8  | Capitaine Mateo              | Captain Mateo                   | 9 février 2020      | 17 octobre 2019     | 309        |
| 60 | 9  | Magie et chocolat            | Sugar Rush                      | 9 février 2020      | 18 octobre 2019     | 310        |
| 61 | 10 | Le trésor familial           | The Family Treasure             | 16 février 2020     | 21 octobre 2019     | 311        |
| 62 | 11 | L'attrape-rêve               | Dreamcatcher                    | 16 février 2020     | 22 octobre 2019     | 312        |
| 63 | 12 | La relève de la Garde        | Changing of the guard           | 23 février 2020     | 23 octobre 2019     | 313        |
| 64 | 13 | Le roi Skylar                | King Skylar                     | 23 février 2020     | 24 octobre 2019     | 314        |
| 65 | 14 | L'esprit d'un magicien       | Spirit of a Wizard              | 1er mars 2020       | 25 octobre 2019     | 315        |
| 66 | 15 | L'équipe de choc             | Team Isa                        | 1er mars 2020       | 15 novembre 2019    | 316        |
| 67 | 16 | Amies pour la vie            | The Last Laugh                  | 25 mai 2020         | 22 novembre 2019    | 317        |
| 68 | 17 | Hanoucca                     | Festival of Lights              | 25 mai 2020         | 6 décembre 2019     | 319        |
| 69 | 18 | Croisière d'anniversaire     | The Birthday Cruise             | 25 mai 2020         | 10 janvier 2020     | 318        |
| 70 | 19 | Le retour de Naomi           | Giant Steps                     | 25 mai 2020         | 7 février 2020      | 320        |
| 71 | 20 | La tête dans les étoiles     | Shooting Stars                  | 6 septembre 2020    | 6 mars 2020         | 321        |
| 72 | 21 | Apprentis magiciens          | Crash Course                    | 13 septembre 2020   | 3 avril 2020        | 322        |
| 73 | 22 | Le jour des cœurs            | Sweetheart's Day                | 27 septembre 2020   | 8 mai 2020          | 323        |
| 74 | 23 | Le Soldat Éclair             | The Lightning Warrior           | 4 octobre 2020      | 19 juillet 2020     | 324        |
| 75 | 24 | Día de las Madres            | Día de las Madres               | 11 octobre 2020     | 26 juillet 2020     | 325        |
| 76 | 25 | Le cœur du jaguar            | Heart of the Jaguar             | 18 octobre 2020     | 2 août 2020         | 326        |
| 77 | 26 | Journée de congé             | Elena's Day Off                 | 25 octobre 2020     | 9 août 2020         | 327        |
| 78 | 27 | Être ou ne pas être reine    | To Queen or Not to Queen        | 1 novembre 2020     | 16 août 2020        | 328        |
| 79 | 28 | Le Jour du Couronnement      | Coronation Day                  | 23 janvier 2021     | 23 août 2020        | 329        |

### Nouveaux pouvoirs (2019)
| № | # | Titre français                              | Titre original               | Diffusion française | Diffusion originale |
| - | - | ------------------------------------------- | ---------------------------- | ------------------- | ------------------- |
| 1 | 1 | Quand la famille royale s'absente           | When the Royal Family's Away | 1 décembre 2019     | 13 octobre 2019     |
| 2 | 2 | Ménage de printemps                         | Spring Cleaning              | 8 décembre 2019     | 15 octobre 2019     |
| 3 | 3 | Une technique pas banale                    | Not So Basic Training        | 15 décembre 2019    | 17 octobre 2019     |
| 4 | 4 | Une bonne action n'est pas sans conséquence | No Good Deed Goes Unpunished | 22 décembre 2019    | 17 octobre 2019     |
| 5 | 5 | La vie avec Elena                           | Modern Royal Family          | 29 décembre 2019    | 19 octobre 2019     |

## Remarques
La série s'inspire des cultures latino-américaines et précolombiennes : la fête du Jour des morts (El Día de los Muertos), les surnoms affectifs Abuelo / Abuela, les plats espagnols, etc.